# Лейкленд (Теннессі)
Лейкленд (англ. Lakeland) — місто (англ. city) в США, в окрузі Шелбі штату Теннессі. Населення — 13 904 особи (2020).

## Географія
Лейкленд розташований за координатами 35°15′19″ пн. ш. 89°43′35″ зх. д. / 35.25528° пн. ш. 89.72639° зх. д. (35.255294, -89.726316).  За даними Бюро перепису населення США в 2010 році місто мало площу 61,88 км², з яких 60,79 км² — суходіл та 1,10 км² — водойми.

## Демографія
Згідно з переписом 2010 року, у місті мешкало 12 430 осіб у 4454 домогосподарствах у складі 3493 родин. Густота населення становила 201 особа/км².  Було 4655 помешкань (75/км²).
Расовий склад населення:
| - 83,3 % — білих - 9,4 % — чорних або афроамериканців - 4,4 % — азіатів - 0,2 % — корінних американців - 1,2 % — осіб інших рас |

До двох чи більше рас належало 1,5 %. Частка іспаномовних становила 3,4 % від усіх жителів.
За віковим діапазоном населення розподілялося таким чином: 29,5 % — особи молодші 18 років, 60,5 % — особи у віці 18—64 років, 10,0 % — особи у віці 65 років та старші. Медіана віку мешканця становила 37,7 року. На 100 осіб жіночої статі у місті припадало 97,6 чоловіків;  на 100 жінок у віці від 18 років та старших — 92,2 чоловіків також старших 18 років.
Середній дохід на одне домашнє господарство  становив 114 020 доларів США (медіана — 96 964), а середній дохід на одну сім'ю — 127 473 долари (медіана — 113 594). Медіана доходів становила 70 819 доларів для чоловіків та 58 914 долари для жінок. За межею бідності перебувало 4,4 % осіб, у тому числі 4,9 % дітей у віці до 18 років та 1,1 % осіб у віці 65 років та старших.
Цивільне працевлаштоване населення становило 6179 осіб. Основні галузі зайнятості: освіта, охорона здоров'я та соціальна допомога — 22,2 %, роздрібна торгівля — 13,5 %, науковці, спеціалісти, менеджери — 11,4 %, транспорт — 10,8 %.